# Bocche inutili
Pour plus de détails, voir Fiche technique et Distribution.
Bocche inutili est un film dramatique italien réalisé par Claudio Uberti et sorti en 2022.

## Synopsis
Le film est basé sur des témoignages réels et documentés de femmes ayant survécu à l'Holocauste. Au cours du film, la loyauté des femmes dans le camp est plusieurs fois remise en question par les officiers alors que la faim et le besoin de s'échapper est criant. C'est le personnage d'Andra qui ramène les femmes à la réalité, en suggérant que le seul espoir qui reste dans cet enfer est la vie qu'Ester porte. Ester parvient à survivre suffisamment longtemps pour donner naissance à son enfant et se cacher jusqu'à la libération du camp.

## Fiche technique
- Titre original italien : Bocche inutili[1]
- Réalisateur : Claudio Uberti
- Scénario : Claudio Uberti, Francesca Nodari, Francesca Romana Massaro
- Photographie : Sebastiano Celeste (it)
- Montage : Marco Guelfi
- Musique : Andrea Guerra (it)
- Décors : Paolo Innocenzi (it)
- Costumes : Magda Accolti Gil
- Production : Angelisa Castronovo, Antonio Moscatt, Paolo Lucarini
- Société de production : WellSee, Lucere Film
- Pays de production :  Italie
- Langue originale : italien
- Format : couleurs - Son Dolby Digital
- Durée : 100 minutes
- Genre : drame de guerre
- Dates de sortie :
  - Italie : 27 janvier 2022

## Distribution
- Margot Sikabonyi : Ester
- Lorenza Indovina : Lia
- Nina Torresi (it) : Giuliana
- Morena Gentile : Andra
- Patrizia Loreti (it) : Ada
- Anna Gargano : Bianca Maria
- Sara Zanier (it) : Doroteha
- Lavinia Cipriani : Imma